# Drehnow
Drehnow (pol. hist. Drzonów, dolnołuż. Drjenow) – gmina w Niemczech, w kraju związkowym Brandenburgia, w powiecie Spree-Neiße, wchodzi w skład urzędu Peitz.